# Agnosztikus ateizmus

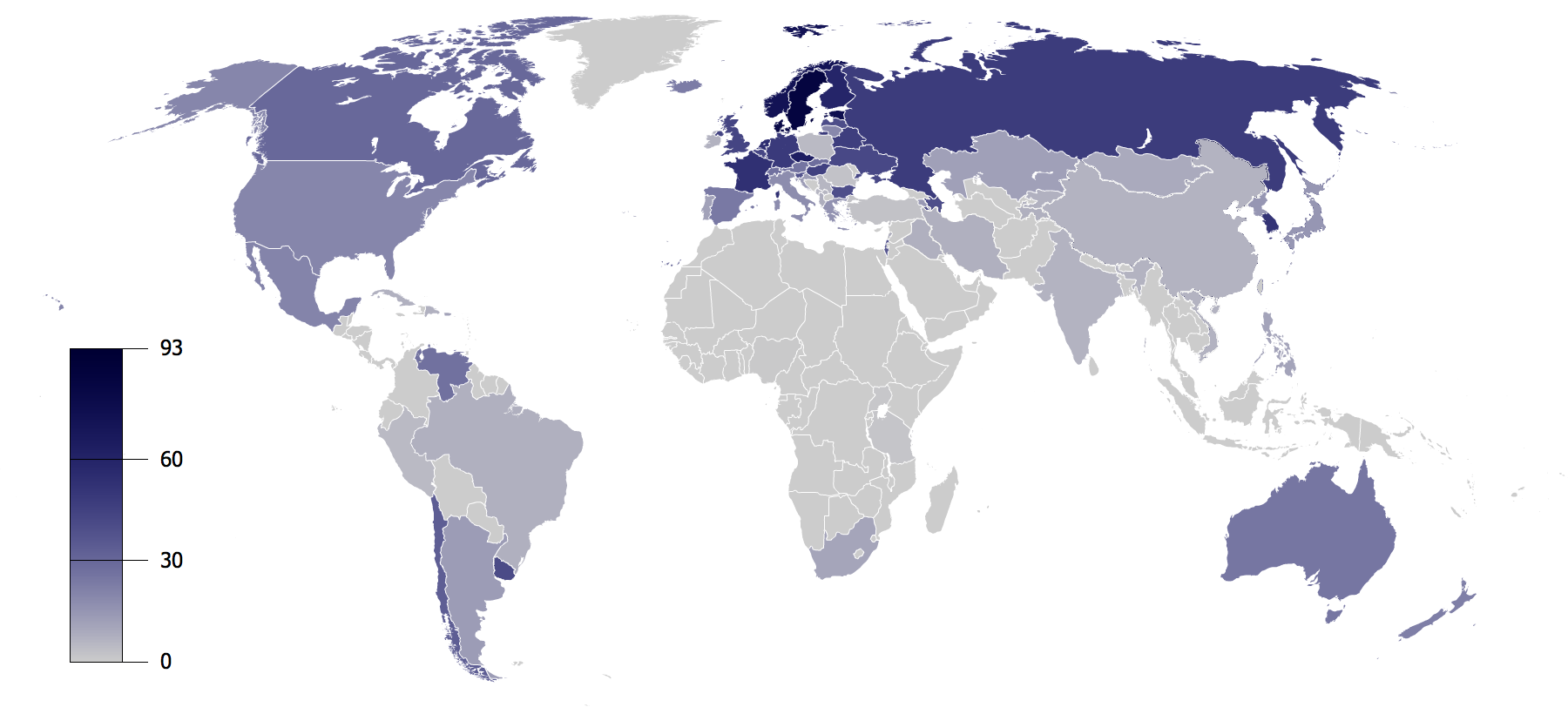
Ateista, agnosztikus, nem vallásos vagy vallástalan népesség területenként az összlakosság százalékában (2006)

Az agnosztikus ateizmus olyan filozófia, amely az agnoszticizmust és ateizmust magában foglalja. Ellentettje a gnosztikus ateizmus. A változatos definíciók szerint az agnosztikus ateista nem hisz istenben, és emellett az alábbiak közül legalább egyet állít:
1. Az istenek léte vagy nemléte nem tudható.
2. Az istenek létéről való tudás irreleváns vagy nem fontos.
3. Az istenek létéről vagy nemlétéről való állításoktól való tartózkodás optimális.

Miközben az agnosztikus és ateista fogalma sokszor fedi egymást, nem ugyanazok, mivel az ateizmus definíciója az, hogy „istenben való hittől mentesség”, míg az agnoszticizmus definíciója „az istenről való tudástól mentesség”. Emiatt egy agnosztikus ember lehet ateista, teista (azaz istenhívő), vagy egyik sem.
Tehát létezik agnosztikus teizmus is, amelyben valaki tagadja az istenről való tudást, de az istenben való hitet választja mégis, más okokból.